# Віроїд веретеноподібності бульб картоплі
Віроїд веретеноподібності бульб картоплі («PSTVd») — віроїд з родини Pospiviroidae, перший віроїд, що ідентифікований науковцями. PSTVd — це невелика одноланцюгова кільцева молекула РНК. Природними господарями віроїду є картопля (Solanum tuberosum) та помідори (Solanum lycopersicum). Природні інфекції також спостерігались в авокадо, а в лабораторії інфіковані інші пасльонові культури. У 2017 року PSTVd виявили у Solanum sisymbriifolium.

## Історія
На початку 20-го століття фермери США помітили значне погіршення зовнішнього вигляду картоплі: зменшення розмірів бульб та їх морфотипу. У 1922 році було описано захворювання — веретеноподібність бульб картоплі або готика. Захворювання трапляється маже скрізь, де вирощується картопля. В Україні веретеноподібність картоплі вперше зафіксована в 1932 році. Симптоми захворювання з'являлися в рослин, які контактували з фрагментами уражених екземплярів, тобто причина захворювання — агент, що в змозі передаватися від однієї рослини до іншої. В уражених рослинах не виявили будь-якого грибка або бактерії, тому зробили висновок, що веретеноподібність спричиняється вірусом. В 1971 році визначили, що даний інфекційний агент є патогеном принципово нового типу, розмір якого не перевищує 1/80 розміру типового вірусу. Новий тип патогенів назвали «віроїд».

## Симптоми ураження
Хворі кущі картоплі та помідорів чітко відрізняються від здорових, зменшується кількість стебел. Стебла практично не гілкуються. Листя, особливо верхнє, підняте під гострим кутом до стебла. Частки листя подрібнюються, хвилясті або гвинтоподібно скривлені, ніжки листя часто вкорочені та скривлені. Верхнє листя жовтіє або забарвлюється в інші кольори. Бульби веретеноподібні, грушоподібні, розтріскуються, мають негарний вигляд. Вічка більш глибокі або опуклі, кількість їх збільшується. Забарвлення бульб сортів з червоним кольором шкірки світліше звичайного, іноді плямисте. У деяких сортів відмирають поверхневі тканини бульби (буруваті плями біля вічок).
Передається віроїд завдяки декільком видами комах, а також контактним шляхом. Серед шкідників картоплі, які переносять збудник захворювання найбільше значення мають клопи і попелиці. Найактивніше переносить збудника захворювання клоп польовий (Lygus pratensis). Також перенести збудник захворювання, також можуть деякі види жуків, зокрема, жовта картопляна блішка (Psylliodes affinis), різні види попелиць, а також клоп буряковий (Polymerus cognatus) та клоп люцерновий (Adelphocoris lineolatus).
Поширення PSTVd на великі відстані зазвичай відбувається через заражене насіння, хоча трапляється перенесення через оранжерейну попелицю (Myzus persicae), але тільки в присутності вірусу скручування листя картоплі (PLRV). Механічне перенесення також можливе, як тільки на певній території зараження.

## Первинна та вторинна структура PSTVd
PSTVd містить 359 нуклеотидів .
| Первинна структура |
| 1 CGGAACUAAA CUCGUGGUUC CUGUGGUUCA CACCUGACCU CCUGAGCAGA AAAGAAAAAA 61 GAAGGCGGCU CGGAGGAGCG CUUCAGGGAU CCCCGGG GAA AC CUGGAGCG AACUGGCAAA 121 AAAGGACGGU GGGGAGUGCC CAGCGGCCGA CAGGAGUAAU UCCCGCCGAA ACAGGGUUUU 181 CACCCUUCCU UUCUUCGGGU GUCCUUCCUC GCGCCCGCAG GACCACCCCU CGCCCCCUUU 241 GCGCUGUCGC UUCGGCUACU ACCCGGUGGA AACAACUGAA GCUCCCGAGA ACCGCUUUU 301 CUCUAUCUUA CUUGCUUCGG GGCGAGGGUG UUUAGCCCUU GGAACCGCAG UUGGUUCCU |
| Вторинна структура |
| |